# یواس‌اس ماسلی (دی‌یی-۳۲۱)
یواس‌اس ماسلی (دی‌یی-۳۲۱) (به انگلیسی: USS Mosley (DE-321)) یک کشتی بود که طول آن ۳۰۶ فوت (۹۳ متر) بود. این کشتی در سال ۱۹۴۳ ساخته شد.